# Opisthoxia haemon
Opisthoxia haemon là một loài bướm đêm trong họ Geometridae.